# Vecteur de Killing
Pour les articles homonymes, voir Killing.

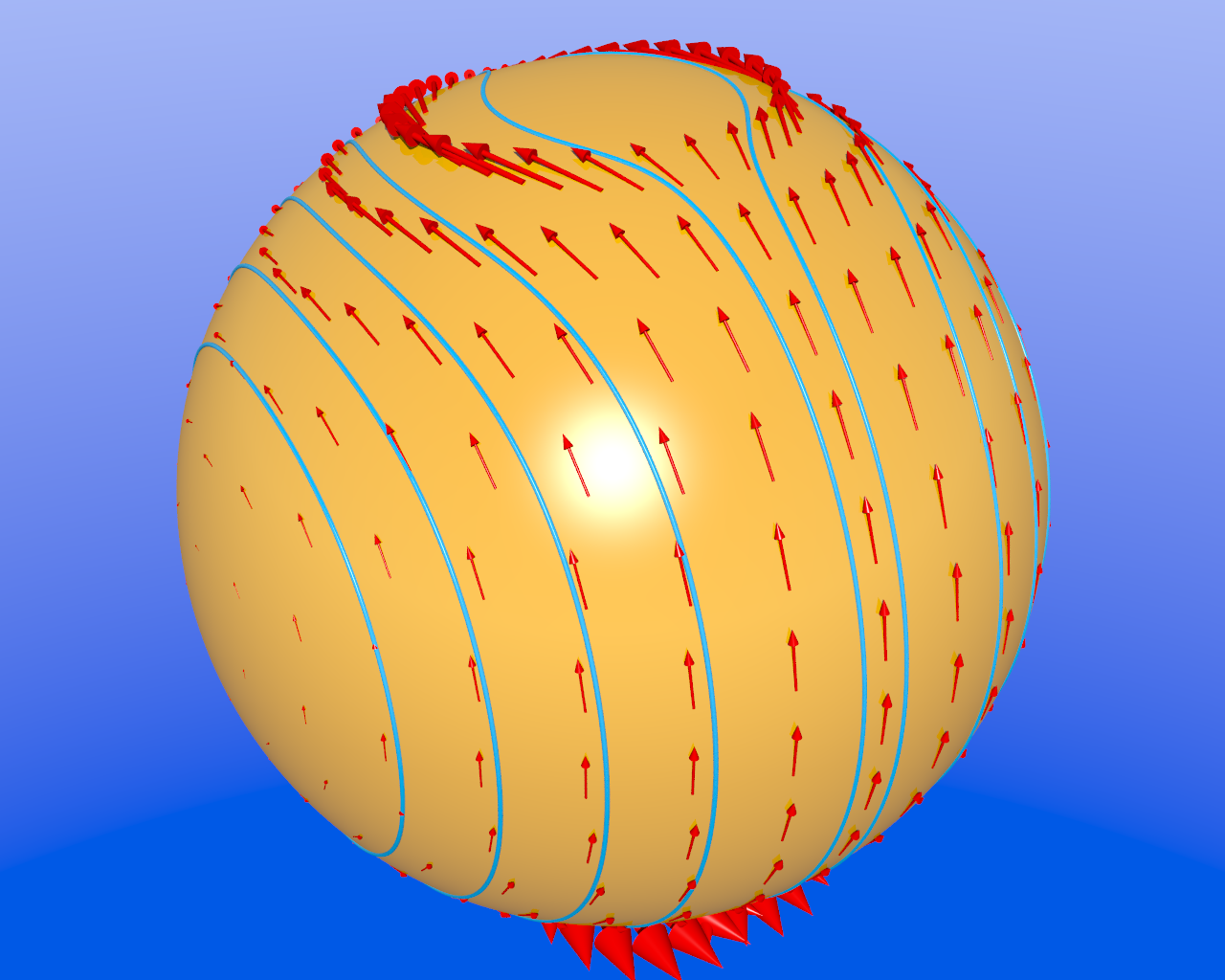

En mathématiques, un vecteur de Killing, ou champ de Killing, est un champ vectoriel,, sur une variété (pseudo-)riemannienne qui conserve la métrique de cette variété et met en évidence les symétries continues, de celle-ci.
Intuitivement un vecteur de Killing peut être vu comme un « champ de déplacement » {\displaystyle \xi }, c'est-à-dire associant à un point M de la variété le point M' défini par le déplacement de M le long de la courbe passant par M dont {\displaystyle \xi } est le vecteur tangent. Sa propriété fondamentale est que ce champ représente une isométrie, c'est-à-dire qu'il conserve les distances. Ainsi, la distance entre deux points M et N est égale à la distance entre leurs images M' et N' par l'action de {\displaystyle \xi }.
Appliqué à une surface (variété de dimension 2) vue comme étant plongée dans un espace à trois dimensions, un tel champ permet par exemple de la faire « glisser » sur elle-même, sans qu'elle ne se déchire ni se plisse.
La formulation mathématique de cette propriété est appelée équation de Killing. Elle stipule que la dérivée de Lie de la métrique riemannienne par rapport au vecteur de Killing {\displaystyle \xi } est nulle, soit, dans un système de coordonnées quelconque,
{\displaystyle D_{a}\xi _{b}+D_{b}\xi _{a}=0},
D étant la dérivée covariante associée à la métrique.
À partir de celle-ci, on en déduit un certain nombre de propriétés associées aux vecteurs de Killing.

## Histoire
L'éponyme du vecteur est Wilhelm K. J. Killing (1847-1923), mathématicien allemand qui l'a introduit en 1892,,,,.

## Propriétés

### Divergence
En contractant l'équation de Killing avec la métrique, on obtient immédiatement :
{\displaystyle D_{a}\xi ^{a}=0}.
Un vecteur de Killing est toujours à divergence nulle.

### Constantes du mouvement
Le produit scalaire d'un vecteur de Killing avec le vecteur tangent d'une géodésique est constant le long d'une trajectoire. Si on note {\displaystyle u^{a}} ce vecteur tangent, on a donc
{\displaystyle {\frac {D}{d\tau }}(u^{a}\xi _{a})=0},
l'opérateur {\displaystyle D/d\tau } représentant la dérivée par rapport à un paramètre affine de la géodésique. 
Cette propriété est particulièrement utile pour intégrer l'équation des géodésiques. En effet, l'existence d'un nombre suffisant de vecteurs de Killing permet alors d'exhiber un nombre suffisant de constantes du mouvement qui permettent la résolution immédiate et explicite de l'équation des géodésiques. Un exemple simple est celui de la métrique de Schwarzschild, qui est à la fois à symétrie sphérique et statique. La première propriété permet d'exhiber deux vecteurs de Killing et la seconde un vecteur de Killing supplémentaire. Les constantes du mouvement associées sont la norme du moment cinétique, sa projection le long d'un axe, et une quantité qui dans une approche non relativiste pourrait être identifiée à l'énergie de la particule. Ainsi les lois habituelles de conservation de l'énergie et du moment cinétique de la mécanique classique se traduisent-elles en relativité générale par l'existence de vecteurs de Killing.

### Relation avec letenseur de Riemann
En prenant la dérivée de l'équation de Killing et en utilisant les propriétés de commutation des dérivées covariantes, l'on obtient une équation reliant la dérivée seconde d'un vecteur de Killing au tenseur de Riemann. Cette relation s'écrit :
{\displaystyle D_{ab}\xi _{c}=-R_{\;acb}^{d}\xi _{d}} .
Cette relation possède nombre de conséquences intéressantes :
- En la contractant sur a et b, on obtient une relation entre le d'alembertien du champ et le tenseur de Ricci :
{\displaystyle D_{a}D^{a}\xi _{c}=-R_{\;c}^{d}\xi _{d}} .
- Il s'agit là d'une équation assez semblable à celle du potentiel vecteur en électromagnétisme dans la jauge de Lorentz (d'autant que de même que le potentiel vecteur est de divergence nulle dans la jauge de Lorentz, le vecteur de Killing est également par construction de divergence nulle). La seule différence vient du signe du tenseur de Ricci qui est l'opposé de celui que l'on trouve en électromagnétisme. Dans le cas où le tenseur de Ricci s'annule, l'analogie entre vecteur de Killing et potentiel vecteur est encore plus grande (les deux obéissent exactement à la même équation).
- Cette équation, appliquée le long d'une géodésique, implique que le vecteur de Killing le long de cette géodésique est entièrement déterminé par sa valeur et celle de ses dérivées en un point. Par extension, le vecteur de Killing dans toute la variété est entièrement déterminé par ses valeurs et celle de ses dérivées en un seul point.
- Par suite, si la dimension de la variété est n, la donnée du vecteur de Killing est déterminée par n nombres (ses composantes), et ses dérivées par n (n - 1) / 2 composantes (du fait de l'antisymétrie de l'équation de Killing). Le nombre maximum de vecteurs de Killing pouvant exister sur une variété de dimension n est donc n (n + 1) / 2. Une variété possédant son nombre maximum de vecteurs de Killing est dite à symétrie maximale. L'espace de de Sitter est un exemple d'espace à symétrie maximale.
- Plus généralement, il est commode de classer les variétés de dimension données en fonction de leurs vecteurs de Killing. Cette classification, appliquée à une certaine catégorie d'espace-temps de dimension 4 (les espaces homogènes), s'appelle classification de Bianchi.

### Relations avec lethéorème de Noether
La contraction d'un vecteur de Killing avec le tenseur énergie-impulsion {\displaystyle T^{ab}} permet d'exhiber un vecteur de divergence nulle.
L'existence de ce vecteur de divergence nulle permet alors de définir des quantités conservées par l'intermédiaire du théorème de Noether.
Dans l'espace de Minkowski et des coordonnées cartésiennes, le vecteur {\displaystyle \partial /\partial t}, noté {\displaystyle \partial _{t}} est un vecteur de Killing, qui dit simplement que l'espace de Minkowski est invariant par translation dans le temps. Cela implique alors la conservation de l'énergie. De même, les vecteurs {\displaystyle \partial _{x^{i}}} sont également des vecteurs de Killing. Cela implique la conservation de la quantité de mouvement. Aucun de ces vecteurs n'est cependant un vecteur de Killing dans un univers en expansion. C'est la raison pour laquelle l'énergie du rayonnement électromagnétique n'est pas conservée au cours du temps : c'est le phénomène de décalage vers le rouge. D'une manière générale, il n'y a pas forcément de vecteurs de Killing dans un espace-temps quelconque. Cela implique qu'en relativité générale, il n'y a pas conservation de l'énergie, sauf cas particuliers, comme celui des espaces asymptotiquement plats.
Toujours dans l'espace de Minkowski, les vecteurs {\displaystyle x\partial _{y}-y\partial _{x}}, {\displaystyle y\partial _{z}-z\partial _{y}}, {\displaystyle z\partial _{x}-x\partial _{z}} sont également des vecteurs de Killing. L'existence de ces vecteurs implique la conservation du moment cinétique. De même, les vecteurs {\displaystyle x_{i}\partial _{t}+t\partial _{x_{i}}} sont trois vecteurs de Killing. Dans la limite non relativiste, ils correspondent à la quantité {\displaystyle x^{i}-v^{i}t}, soit la valeur de la ie coordonnée à l'instant {\displaystyle t=0}. Ces vecteurs, au nombre de 10, forment tous les vecteurs de Killing linéairement indépendants de l'espace de Minkowski.

### Algèbre de Liedes vecteurs de Killing
Le crochet de Lie de deux vecteurs de Killing {\displaystyle \xi } et {\displaystyle \zeta } est également un vecteur de Killing
Ceci permet de munir l'espace des vecteurs de Killing d'une structure d'algèbre de Lie. En relativité générale, c'est par ce biais que sont effectuées certaines classifications des espaces-temps, comme la classification de Bianchi évoquée plus haut qui porte sur les espaces-temps quadridimensionnels dont les sections spatiales sont homogènes.

### Transformation conforme
Lors d'une transformation conforme, un vecteur de Killing perd sa propriété fondamentale et ne satisfait plus à l'équation de Killing. Il satisfait cependant à une autre équation qui peut dans certains cas s'avérer intéressantes. On parle alors de vecteur de Killing conforme.

### Espace-temps statique
En relativité générale, un espace-temps (ou une région de celui-ci) est dit statique s'il admet un vecteur de Killing de genre temps qui puisse être vu comme la normale à des hypersurfaces. Pour cela, en plus de l'équation de Killing, il faut que le vecteur de Killing soit proportionnel à un gradient (les hypersurfaces pouvant être vues comme les régions où un certain paramètre est constant). Cette dernière condition s'écrit sous la forme
{\displaystyle \xi _{[a}D_{b}\xi _{c]}=0},
ce que l'on démontre grâce à un théorème de Frobenius. Dans un espace-temps à quatre dimensions, cette condition est alors équivalente à celle sur la forme duale associée, 
{\displaystyle \epsilon ^{dabc}\xi _{[a}D_{b}\xi _{c]}=0},
où {\displaystyle \epsilon } est un tenseur complètement antisymétrique dans tous ses indices.
La métrique de Schwarzschild, est un exemple d'espace-temps statique dans la région extérieure au rayon de Schwarzschild. La métrique de Reissner-Nordström possède la même propriété. La métrique de tels espaces peut s'écrire dans un certain système de coordonnées {\displaystyle (t,x^{i})} sous la forme
{\displaystyle {\mathrm {d} }s^{2}=V^{2}(x^{k})-\sum _{ij}h_{ij}(x^{k})\;{\mathrm {d} }x^{i}\;{\mathrm {d} }x^{j}}.
La staticité se voit :
1. Par le fait que la métrique ne dépend pas de la coordonnées t (équation de Killing)
2. Par le fait qu'il n'y a pas de termes en {\displaystyle {\mathrm {d} }t\;{\mathrm {d} }x^{i}} (orthogonalité aux hypersurfaces)

### Espace-temps stationnaire
Un espace-temps est dit stationnaire s'il admet un vecteur de Killing de genre temps, sans que celui-ci possède la propriété d'orthogonalité à des hypersurfaces. Dans le système de coordonnées précédent la métrique associée est plus générale :
{\displaystyle {\mathrm {d} }s^{2}=V^{2}(x^{k})-\sum _{ij}h_{ij}(x^{k})\;{\mathrm {d} }x^{i}\;{\mathrm {d} }x^{j}+\sum _{i}N_{i}(x^{k})\;{\mathrm {d} }t\;{\mathrm {d} }x^{i}}.

### Espace-temps axisymétrique
Un espace-temps est dit axisymétrique s'il est stationnaire (il possède donc un vecteur de Killing de genre temps {\displaystyle \xi }, voir ci-dessus) et possède un autre vecteur de Killing {\displaystyle \eta } de genre espace dont le flot forme des courbes fermées et qui commute avec le précédent :
{\displaystyle [\xi ,\eta ]=0}.
La métrique de Kerr et celle de Kerr-Newman sont des exemples connus de métriques axisymétriques. Le bivecteur {\displaystyle \xi _{[a}\eta _{b]}} dit, pour des raisons évidentes, de Killing joue un rôle important dans les démonstrations sur les théorèmes sur les singularités.

### Espace-temps circulaire
Un espace-temps stationnaire et axisymétrique est dit circulaire si les 2-surfaces orthogonales aux champs de Killing générant la stationnarité et axisymétrie sont intégrables, c'est-à-dire si elles sont tangentes aux surfaces 2-dimensionnelles.

### Espace-temps à symétrique maximale
Un espace-temps est dit à symétrie maximale — ou maximalement symétrique, — s'il possède un nombre maximal de vecteurs de Killing, à savoir : {\displaystyle {\frac {1}{2}}n\left(n+1\right)}, où {\displaystyle n} est le nombre de dimensions de l'espace-temps,.
En géométrie lorentzienne, les trois variétés d'espace-temps à symétrie maximale sont :
- l'espace de Minkowski, de courbure nulle {\displaystyle \left(k=0\right)}[15],[16] ;
- l'espace de de Sitter, de courbure positive {\displaystyle \left(k>0\right)}[15],[16] ;
- l'espace anti de Sitter, de courbure négative {\displaystyle \left(k<0\right)}[15],[17].

En relativité générale, toutes trois sont des solutions de l'équation d'Einstein dans le vide ; elles sont les trois seules de ces solutions dont le tenseur de Weyl est nul. L'espace de Minkowski est le seul des trois dont le tenseur de Riemann est nul.

## Généralisations
Une équation du type équation de Killing peut se généraliser à des tenseurs d'ordre plus élevé. On parle alors, selon la généralisation choisie, de tenseur de Killing ou de tenseur de Killing-Yano. Dans le cadre des théorèmes sur les singularités, on introduit parfois le concept de bivecteur de Killing, formé à l'aide de deux vecteurs de Killing.